# Gauliga Baden 1943/44
Die Gauliga Baden 1943/44 war die elfte Spielzeit der Gauliga Baden im Fußball. Sie begann am 31. Oktober 1943 und dauerte bis 2. April 1944. Kriegsbedingt wurde die Spielklasse wieder in mehrere Staffeln aufgeteilt und der Meister durch eine Endrunde der Gruppensieger ermittelt. Ein regulärer Spielbetrieb war vielerorts kaum noch möglich. Einige Mannschaften schlossen sich zu Kriegsspielgemeinschaften (KSG) zusammen, um überhaupt noch teilnehmen zu können. Der Titelverteidiger VfR Mannheim konnte sich erneut in überlegener Weise durchsetzen und gewann damit die letzte badische Gaumeisterschaft, denn 1944/45 nahm nur noch die Gruppe Nord den Spielbetrieb auf. Die Endrunde um die deutsche Meisterschaft 1944 wurde wieder im K.-o.-System gespielt, nach einem Sieg über den FC Bayern München in der ersten Runde war für den VfR nach dem Achtelfinale gegen den 1. FC Nürnberg Endstation.

## Gruppe Nordbaden

### Kreuztabelle
| 1943/44                         | VfR Mannheim | VfTuR Feudenheim | KSG Käfertal/Phönix | KSG VfL/07 Neckarau | SV Waldhof Mannheim | KSG Walldorf/Wiesloch/Sandhausen |
| ------------------------------- | ------------ | ---------------- | ------------------- | ------------------- | ------------------- | -------------------------------- |
| VfR Mannheim                    |              | 13:1             | 2:1                 | 2:2                 | 5:0                 | 11:1                             |
| VfTuR Feudenheim                | 1:6          |                  | 1:6                 | 1:1                 | 3:3                 | +0:0                             |
| KSG SC Käfertal/Phönix Mannheim | 3:3          | 3:4              |                     | 4:6                 | 4:2                 | +0:0                             |
| KSG Neckarau/SpVgg 07 Mannheim  | 0:4          | 0:7              | 2:4                 |                     | 0:2                 | 4:0                              |
| SV Mannheim-Waldhof 07          | 1:2          | 1:4              | 8:1                 | 1:2                 |                     | 8:1                              |
| KSG Walldorf/Wiesloch           | 0:10         | 0:8              | 3:4                 | 1:6                 | 2:4                 |                                  |

### Abschlusstabelle
| Pl. | Verein                              | Sp. | S | U | N  | Tore    | Quote | Punkte |
| --- | ----------------------------------- | --- | - | - | -- | ------- | ----- | ------ |
| 1.  | VfR Mannheim (M)                    | 10  | 8 | 2 | 0  | 058:100 | 5,80  | 18:20  |
| 2.  | VfTuR Feudenheim                    | 10  | 5 | 2 | 3  | 030:330 | 0,91  | 12:80  |
| 3.  | KSG SC Käfertal/Phönix Mannheim (N) | 10  | 5 | 1 | 4  | 030:310 | 0,97  | 11:90  |
| 4.  | KSG Neckarau/SpVgg 07 Mannheim      | 10  | 4 | 2 | 4  | 023:260 | 0,88  | 10:10  |
| 5.  | SV Waldhof Mannheim                 | 10  | 4 | 1 | 5  | 030:240 | 1,25  | 09:11  |
| 6.  | KSG Walldorf/Wiesloch a (N)         | 10  | 0 | 0 | 10 | 008:550 | 0,15  | 0:20   |

| (M) | Titelverteidiger              |
| (N) | Aufsteiger aus den 1. Klassen |

## Gruppe Mittelbaden

### Kreuztabelle
| 1943/44                       | VfB Mühlburg | FC Rastatt 04 | 1. FC Pforzheim | VfR Pforzheim | Karlsruher FV | FV Daxlanden | KSG Phönix/Germania Karlsruhe |
| ----------------------------- | ------------ | ------------- | --------------- | ------------- | ------------- | ------------ | ----------------------------- |
| VfB Mühlburg                  |              | 2:0           | 1:2             | 5:1           | 3:1           | 3:0          | 8:0                           |
| FC Rastatt 04                 | 0:0          |               | 3:0             | +0:0          | 3:4           | 1:0          | 3:1                           |
| 1. FC Pforzheim               | 1:2          | 5:3           |                 | 4:2           | 1:2           | 5:0          | +0:0                          |
| VfR Pforzheim                 | 5:1          | 0:2           | 2:3             |               | 2:2           | 5:0          | +0:0                          |
| Karlsruher FV                 | 1:2          | 1:4           | +0:0            | 1:3           |               | 4:3          | 3:1                           |
| FV Daxlanden                  | 0:9          | 1:2           | 2:3             | 3:0           | 6:1           |              | 1:1                           |
| KSG Phönix/Germania Karlsruhe | 2:14         | 2:5           | 0:4             | 1:7           | 3:1           | 1:10         |                               |

### Abschlusstabelle
| Pl. | Verein                        | Sp. | S | U | N  | Tore    | Quote | Punkte |
| --- | ----------------------------- | --- | - | - | -- | ------- | ----- | ------ |
| 1.  | VfB Mühlburg                  | 12  | 9 | 1 | 2  | 050:130 | 3,85  | 19:50  |
| 2.  | FC Rastatt 04                 | 12  | 8 | 1 | 3  | 026:160 | 1,63  | 17:70  |
| 3.  | 1. FC Pforzheim               | 12  | 8 | 0 | 4  | 028:170 | 1,65  | 16:80  |
| 4.  | VfR Pforzheim (N)             | 12  | 5 | 1 | 6  | 027:220 | 1,23  | 11:13  |
| 5.  | Karlsruher FV (N)             | 12  | 5 | 1 | 6  | 021:310 | 0,68  | 11:13  |
| 6.  | FV Daxlanden                  | 12  | 3 | 1 | 8  | 026:350 | 0,74  | 07:17  |
| 7.  | KSG Phönix/Germania Karlsruhe | 12  | 1 | 1 | 10 | 012:560 | 0,21  | 03:21  |

| (N) | Aufsteiger aus den 1. Klassen |

## Gruppe Südbaden

### Kreuztabelle
| 1943/44             | Freiburger FC |     | SpVgg Wiehre | FC Emmendingen |     | FC Kickers Freiburg |
| ------------------- | ------------- | --- | ------------ | -------------- | --- | ------------------- |
| Freiburger FC       |               | 3:0 | 6:0          | +0:0           | 5:0 | 17:0                |
| LSV Freiburg        | 2:1           |     | 2:0          | 9:0            | 8:0 | 10:0                |
| SpVgg Wiehre        | 0:10          | 1:7 |              | 4:3            | 2:2 | 4:3                 |
| FC Emmendingen      | 3:4           | 1:7 | 2:0          |                | 3:4 | 6:3                 |
| SC i.d. FT Freiburg | 0:7           | 0:1 | 1:1          | 2:3            |     | 3:3                 |
| FC Kickers Freiburg | 0:11          | 1:6 | 1:4          | 3:3            | 3:2 |                     |

### Abschlusstabelle
| Pl. | Verein                     | Sp. | S | U | N | Tore    | Diff. | Punkte |
| --- | -------------------------- | --- | - | - | - | ------- | ----- | ------ |
| 1.  | Freiburger FC              | 10  | 9 | 0 | 1 | 064:500 | 12,80 | 18:20  |
| 2.  | Luftwaffen SV Freiburg (N) | 10  | 9 | 0 | 1 | 052:800 | 6,50  | 18:20  |
| 3.  | SpVgg Wiehre (N)           | 10  | 3 | 2 | 5 | 016:370 | 0,43  | 08:12  |
| 4.  | FV Emmendingen (N)         | 10  | 3 | 1 | 6 | 024:360 | 0,67  | 07:13  |
| 5.  | SC i.d. FT Freiburg (N)    | 10  | 1 | 3 | 6 | 014:360 | 0,39  | 05:15  |
| 6.  | FC Kickers Freiburg (N)    | 10  | 1 | 2 | 7 | 018:660 | 0,27  | 04:16  |

| (N) | Aufsteiger aus den 1. Klassen |

## Endrunde

### Kreuztabelle
| 1943/44       | VfR Mannheim | VfB Mühlburg | Freiburger FC |
| ------------- | ------------ | ------------ | ------------- |
| VfR Mannheim  |              | 3:1          | 6:1           |
| VfB Mühlburg  | 2:1          |              | 2:2           |
| Freiburger FC | 0:0+         | 3:4          |               |

### Abschlusstabelle
| Pl. | Verein                                     | Sp. | S | U | N | Tore    | Quote | Punkte |
| --- | ------------------------------------------ | --- | - | - | - | ------- | ----- | ------ |
| 1.  | VfR Mannheim (M) (Sieger Gruppe Nordbaden) | 4   | 3 | 0 | 1 | 010:400 | 2,50  | 06:20  |
| 2.  | VfB Mühlburg (Sieger Gruppe Mittelbaden)   | 4   | 2 | 1 | 1 | 009:900 | 1,00  | 05:30  |
| 3.  | Freiburger FC (Sieger Gruppe Südbaden)     | 4   | 0 | 1 | 3 | 006:120 | 0,50  | 01:70  |

| (M) | Titelverteidiger |

## Aufstiegsrunde

### Gruppe Nord
| Pl. | Verein                                                        | Sp. | S | U | N | Tore    | Quote | Punkte |
| --- | ------------------------------------------------------------- | --- | - | - | - | ------- | ----- | ------ |
| 1.  | FG Union Heidelberg (Sieger 1. Klasse Staffel Neckar-Elsenz)  | 4   | 3 | 0 | 1 | 012:700 | 1,71  | 06:20  |
| 2.  | FC Alemannia Rheinau (Sieger 1. Klasse Staffel Mannheim 2)    | 4   | 1 | 1 | 2 | 010:600 | 1,67  | 03:50  |
| 3.  | Germania Friedrichsfeld (Sieger 1. Klasse Staffel Mannheim 1) | 4   | 1 | 1 | 2 | 007:160 | 0,44  | 03:50  |

### Gruppe Süd
Da in der kommenden Spielzeit kein Spielbetrieb in Südbaden stattfand, ist unbekannt, ob der Sieger der Aufstiegsrunde in die Gauliga aufgestiegen wäre.
| Pl. | Verein                                                          | Sp. | S | U | N | Tore    | Quote | Punkte |
| --- | --------------------------------------------------------------- | --- | - | - | - | ------- | ----- | ------ |
| 1.  | Sportfreunde Forchheim (Sieger 1. Klasse Staffel Mittelbaden 1) | 4   | 2 | 1 | 1 | 010:600 | 1,67  | 05:30  |
| 2.  | Germania Brötzingen (Sieger 1. Klasse Staffel Pforzheim)        | 4   | 2 | 1 | 1 | 008:600 | 1,33  | 05:30  |
| 3.  | FC Südstern Karlsruhe (Sieger 1. Klasse Staffel Mittelbaden 2)  | 4   | 0 | 2 | 2 | 009:150 | 0,60  | 02:60  |

## Statistiken

### Torschützen
Eine verlässliche Angabe über den Torschützenkönig ist nicht möglich, da aus der Gruppe Südbaden keine verwertbaren Zahlen vorliegen. Auch gibt es einige Treffer, die keinem Spieler direkt zuzuordnen sind.
| Rang | Spieler        | Verein                          | Tore |
| ---- | -------------- | ------------------------------- | ---- |
| 1    | Anton Lutz     | VfR Mannheim                    | 14   |
| 2    | Willi Rube     | KSG SC Käfertal/Phönix Mannheim | 10   |
| 3    | Willi Preschle | KSG Neckarau/SpVgg 07 Mannheim  | 9    |